# Joaquín Pellicena y Camacho
Joaquín Pellicena y Camacho (Valladolid, 1879-París, 1938) fue un periodista y político español.

## Biografía

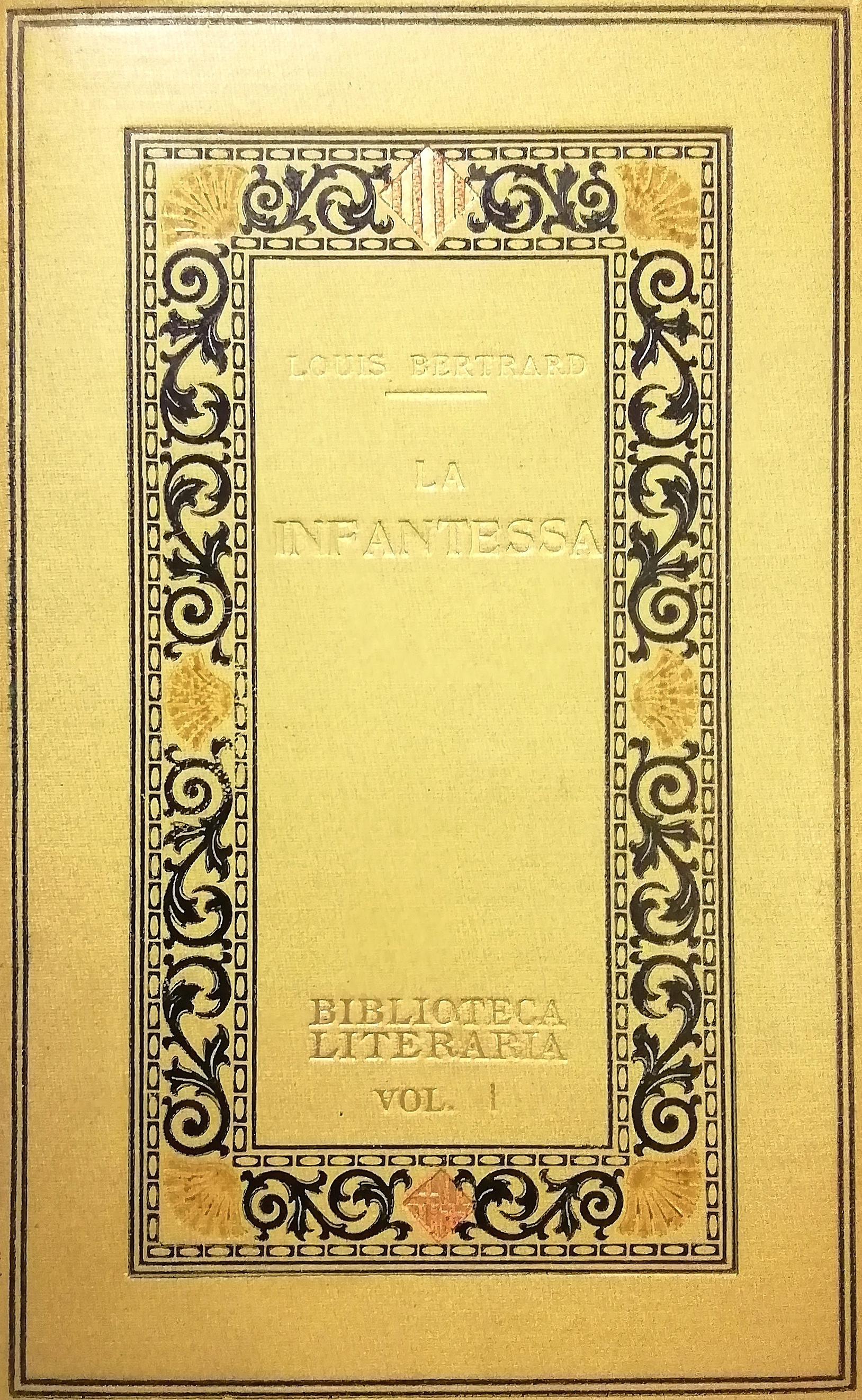
La infantessa de Louis Bertrand traducida por Joaquín Pellicena y Camacho y publicada en Barcelona en 1921

Según Ossorio y Bernard, Pellicena nació en Valladolid el 8 de diciembre de 1879 y comenzó a estudiar la segunda enseñanza en Canet de Mar, terminándola con brillantez en el Ateneo de Manila. En 1898 fundó en unión de su hermano Pedro, en la capital filipina, el periódico El Soldado Español; y firmado el tratado de París, que ponía término a la soberanía de España sobre las islas, ambos hermanos fundaron en enero de 1899 La Unión Ibérica, periódico que inició un movimiento de aproximación entre peninsulares españoles e indígenas, por lo que fue suprimido por el general americano Hughes en 1 de marzo de 1899. En vano fue que Pellicena protestara del fallo y reclamara contra él. Su instancia fue devuelta por Hughes con la siguiente nota: «La publicación de La Unión Ibérica ha sido suspendida porque favorecía la causa de nuestros enemigos, con quienes estamos en abiertas hostilidades». Los interesados recibieron esta contestación, que no dejaba lugar a dudas, cuando la mayoría de los que formaron el cuerpo de redacción y la empresa de La Unión Ibérica había regresado a España. Los dos jóvenes que habían inspirado aquel periódico decidieron entonces fundar otro por su exclusiva cuenta, y el 10 de abril apareció El Noticiero de Manila, que siguió publicando Joaquín Pellicena. Fundó y dirigió también el periódico escrito en tagalo Bayan Filipinas («Pueblo Filipinas») y fue redactor y copropietario de El Tío Paco.
Más adelante terminaría volviendo a España, en concreto a Cataluña, donde fue director de La Veu de Catalunya y miembro de la Lliga Regionalista. Con el estallido de la guerra civil española partió al exilio a Francia, primero Marsella y finalmente París, donde falleció en 1938.